# Stigmatodactylus serratus
Stigmatodactylus serratus là một loài thực vật có hoa trong họ Lan. Loài này được (Deori) A.N.Rao miêu tả khoa học đầu tiên năm 1987.